# Fortăreața (film din 1983)
Fortăreața (engleză: The Keep) este un film britanic de groază din 1983 scris și regizat de Michael Mann după un roman omonim din 1981 de F. Paul Wilson. Rolurile principale au fost interpretate de actorii Scott Glenn, Gabriel Byrne, Jürgen Prochnow, Alberta Watson și Ian McKellen.

## Prezentare
După începerea Operațiunii Barbarossa în 1941, o unitate Gebirgsjäger motorizată a Wehrmacht-ului sub comanda căpitanului Klaus Woermann și a adjutantului său, sergentul Dietrich Oster, ocupă o cetate nelocuită – cunoscută pur și simplu sub numele de „Fortăreața” – în apropierea unui sat din România - de unde controlează Pasul Dinu din Munții Carpați. Doi soldați germani, soldații Lutz și Anton, încearcă să jefuiască o icoană din metal din clădire, dar declanșează accidental o entitate spectrală, care îi ucide. Ființa, cunoscută sub numele de Radu Molasar, ucide încă cinci soldați în zilele următoare și începe să capete formă corporală. Un detașament al SS Einsatzkommandos sub comanda sadicului SD Sturmbannführer Erich Kaempffer sosește pentru a se ocupa de ceea ce se crede a fi activitate de partizani, executând trei săteni ca pedeapsă colectivă și luând alți cinci ca ostatici, în ciuda protestelor lui Woermann.
La instigarea preotului local din sat, părintele Mihail Fonescu, germanii îl scot dintr-un lagăr de concentrare pe un istoric evreu bolnav, profesorul Theodore Cuza. El descifrează un mesaj misterios scris în slavona veche folosind alfabetul glagolitic pe un zid al cetății înainte ca Molasar să o salveze pe fiica profesorului, Eva, de la agresiunea sexuală a doi naziști Einsatzkommando și să-l vindece pe Cuza de scleroderma avansată prin atingere. Profesorul devine îndatorat entității care îi cere lui Cuza să scoată un talisman din fortăreață, astfel încât Molasar să poată scăpa în lumea largă.
După ce a simțit de la distanță prezența lui Molasar, un străin misterios pe nume Glaeken Trismegestus sosește din Grecia, seducând-o pe Eva și provocând furia profesorului. Puterea malignă a lui Molasar începe să-i afecteze pe săteni, aparent înnebunindu-i. După o încercare nereușită a profesorului de a-l opri pe străin, Kaempffer și Woermann se confruntă din cauza crimelor sadice ale primului; Woermann îi denunță cu furie pe naziști, susținând că monstrul care îi vânează este o reflexie a răului lor. Când conversația lor este întreruptă brusc de țipete oribile și de focuri de mitralieră din curtea interioară a fortăreței, Woermman este împușcat și ucis de Kaempffer. După aceea, Kaempffer fuge de la fața locului și se grăbește în curtea interioară acum tăcută, doar pentru a descoperi că toți soldații SS și Wehrmacht prezenți în interiorul cetății au fost măcelăriți într-o manieră înfiorătoare de Molasar. După ce vede cadavrele mutilate și epavele vehiculelor militare împrăștiate prin toată curtea, Kaempffer, îngrozit, este ucis de Molasar. Între timp, Cuza încearcă să scoată talismanul din fort. Când Eva încearcă să-l împiedice să facă acest lucru, Cuza refuză comanda lui Molasar de a o ucide. Ca răspuns, Molasar îl aduce pe Cuza în starea sa inițială, de boală. Glaeken sosește, preia talismanul și îl confruntă pe Molasar. După bătălie, acesta din urmă este slăbit și alungat înapoi în cele mai mari adâncurile ale fortăreței. Glaeken este transformat într-o furtună de lumină și sigilează deschiderea care l-a eliberat pe Molasar, închizând încă o dată entitatea în interior. Sătenii, eliberați de influența lui Molasar, îi ajută pe Eva și Cuza.

## Distribuție
- Scott Glenn este Glaeken Trismegestus
- Alberta Watson este Eva Cuza
- Jürgen Prochnow este Captain Klaus Woermann
- Robert Prosky este Părintele Fonescu
- Gabriel Byrne este SD Officer Sturmbannführer Eric Kaempffer
- Ian McKellen este Dr. Theodore Cuza
- W. Morgan Sheppard este Alexandru
- Royston Tickner este Tomescu
- Michael Carter este Radu Molasar
- Bruce Payne este Border Guard

## Filmări
Decorurile pentru satul românesc au fost construite la cariera dezafectată Glyn Rhonwy, o fostă carieră de ardezie lângă Llanberis, în nordul Țării Galilor. Pentru unele scene interioare ale fortăreței s-au folosit cavernele de ardezie Llechwedd, lângă Blaenau Ffestiniog. Din cauza ploii abundente, programul de filmări a suferit întârzieri semnificative.

## Lansare
Filmul, redus de la durata inițială de 3,5 ore la doar puțin peste o oră și jumătate, a avut o lansare limitată în cinematografele din Statele Unite - de către Paramount Pictures la 16 decembrie 1983. A încasat 4.218.594 de dolari americani la box office-ul intern. Un joc de masă bazat pe film a fost creat de James D. Griffin și publicat de Mayfair Games. Sub sigla Role Aids, Mayfair Games a produs și un joc de rol de aventură, The Keep, bazat  pe acest film. Aventurieri se luptă cu răul din Fortăreață în epoca magiei, în Evul Mediu și în 1941, în timpul cuceririi naziste a Europei centrale.
Filmul a fost lansat pe LaserDisc și VHS de Paramount Home Video. Deși filmul a fost disponibil pentru cumpărare pe YouTube, precum și în streaming pe Amazon Video și disponibil pe Netflix (în Marea Britanie și Irlanda), în streaming cu coloana sonoră Tangerine Dream, nu a fost lansat pe DVD sau Blu-ray Disc în nicio țară până la 20 ianuarie 2020, când a fost lansat oficial pe DVD în Australia de casa de discuri Via Vision Entertainment. Această lansare australiană pe DVD are un raport de aspect de 2,35:1 și include trailerul original ca o caracteristică specială. 

## Primire
Filmul are un rating de aprobare de 40% pe Rotten Tomatoes.
Michael Nordine pentru LA Weekly a spus că filmul „nu își poate menține întotdeauna sincronizate numeroasele părți în mișcare, cu mitologia sa sugerată care mai mult ascunde decât clarifică ceva și distribuția sa de personaje enigmatice ale căror relații precise dintre ele nu sunt cunoscute niciodată complet clar”. Cu toate acestea, Nordine a lăudat regia lui Mann, spunând că filmul arată „capacitatea rară a lui Mann de a transforma materialul aparent ieftin în ceva întunecat și maiestuos”.

## Vezi și
- Listă de filme științifico-fantastice, fantastice și de groază despre cel de-al Doilea Război Mondial